# 泉澤站
泉澤車站（日语：／ Izumisawa eki */?）是屬於道南漁火鐵道的鐵路車站，位於北海報上磯郡木古内町。本站現時為簡易委託站。

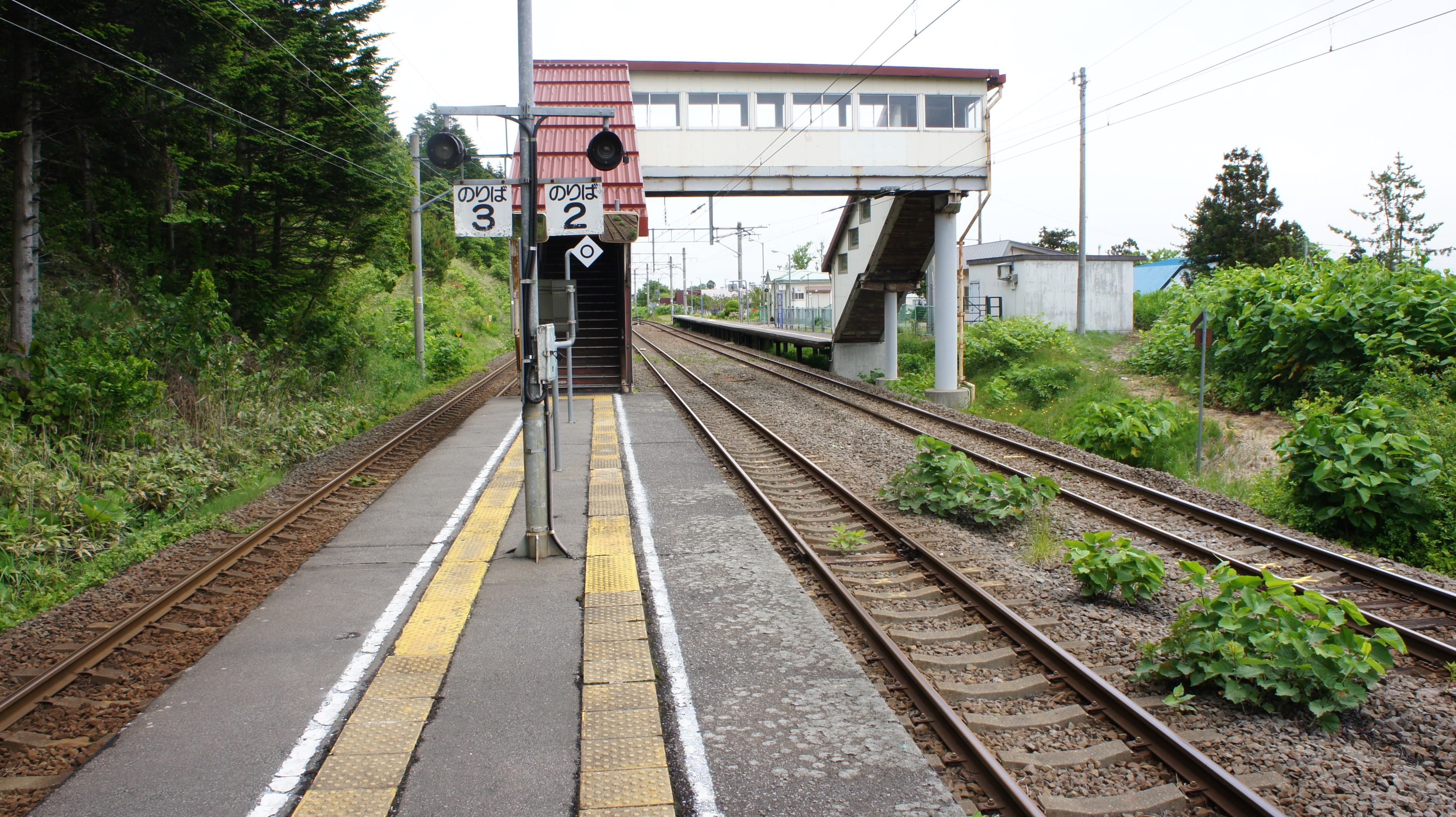
月台（2018年6月）

## 車站結構
本站為2面3線的地面車站，月台配置為上行月台島式2面2線（2號、3號月台）和下行月台片面1面1線（1號月台）。兩月台配置為千鳥狀，月台間透過跨線橋連結。下行線的上行月台附近設有一條現在沒有車輛使用的側線。

### 月台配置
| 月台 | 路線            | 方向 | 目的地     | 備註             |
| ---- | --------------- | ---- | ---------- | ---------------- |
| 1    | ■道南漁火鐵道線 | 上行 | 木古內方向 |                  |
| 2    | ■道南漁火鐵道線 | 下行 | 函館方向   |                  |
| 3    | ■道南漁火鐵道線 |      |            | 臨時月台、通過線 |

## 相鄰車站
道南漁火鐵道
■道南漁火鐵道線
釜谷（sh04）－泉澤（sh03）－札苅（sh02）

## 外部連結
- 官方網頁。 （页面存档备份，存于）（日語）